# Cesmína přeslenitá
Cesmína přeslenitá (Ilex verticillata) je opadavý keř s nápadnými červenými plody, pocházející ze Severní Ameriky. V ČR je občas pěstována jako okrasný keř.

## Charakteristika
Cesmína přeslenitá je opadavý rozkladitý keř s poněkud strnule odstávajícími větvemi, dorůstající v kultuře obvykle 2 až 4 metrů výšky. Listy jsou střídavé, podlouhlé až vejčitě kopinaté, na líci matné, na rubu zvláště na žilkách chlupaté, asi 2 až 10 cm dlouhé. Čepel listů je na okraji mělce pilovitá. Listy se na podzim zbarvují do žlutooranžových odstínů a posléze černají. Řapíky jsou 6 až 12 cm dlouhé. Květy jsou žlutavé, 4 až 8četné. Plody jsou jasně korálově červené peckovice. Kvete v červnu až červenci.
Druh je přirozeně rozšířen na vlhkých místech na okrajích lesů a v bažinách ve východní polovině Severní Ameriky od Kanady až po Mexiko.

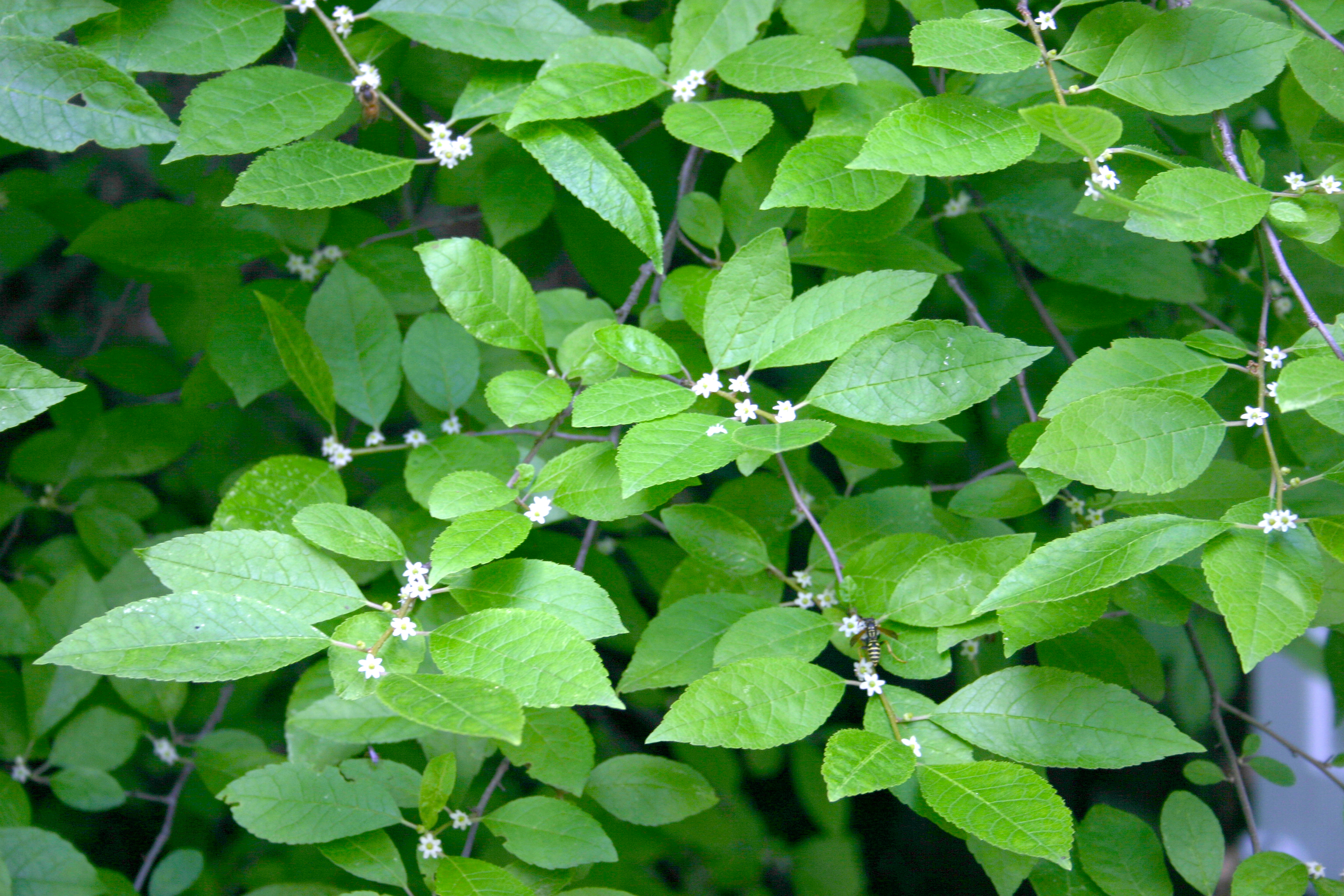
kvetoucí keř
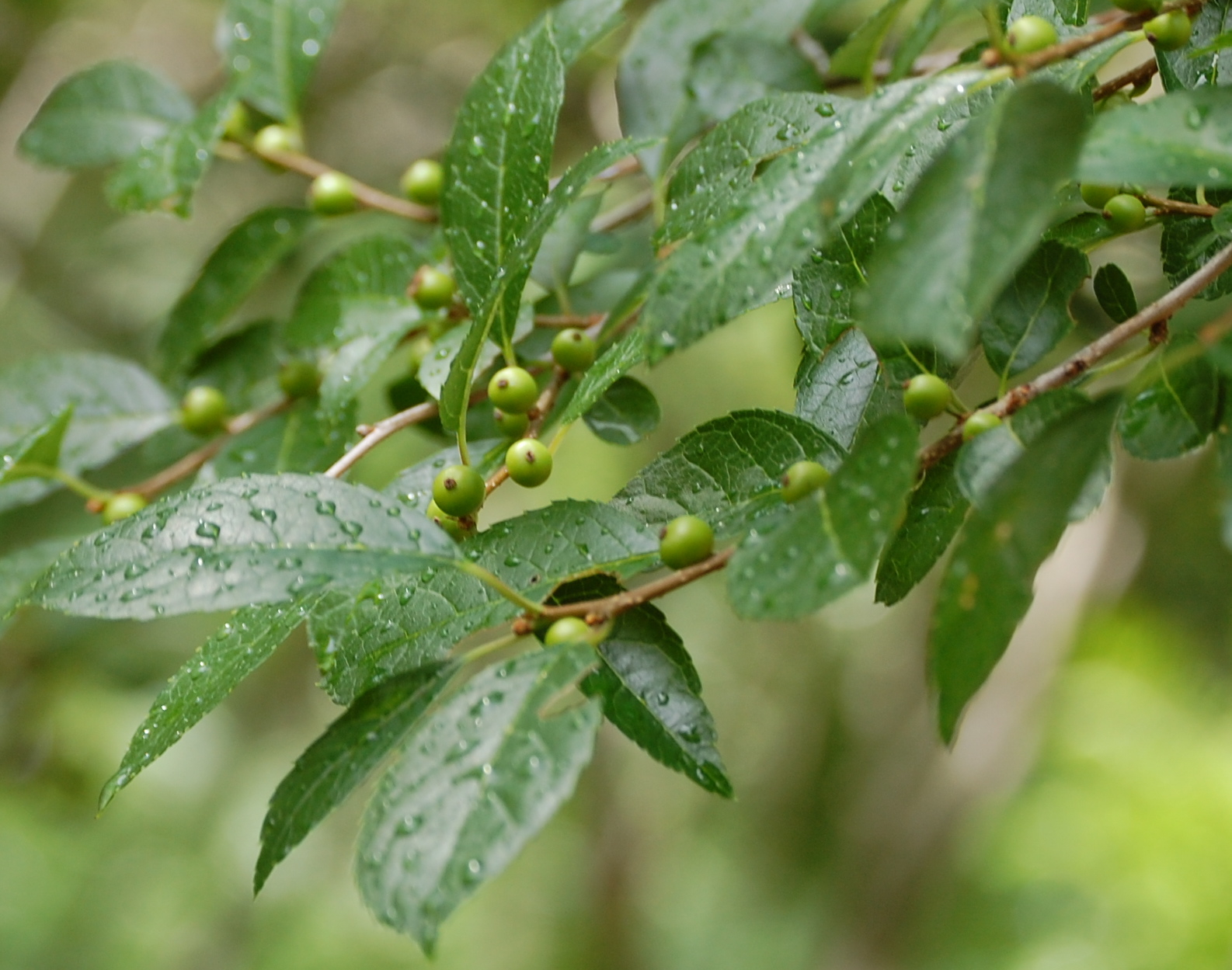
větévky s nezralými plody
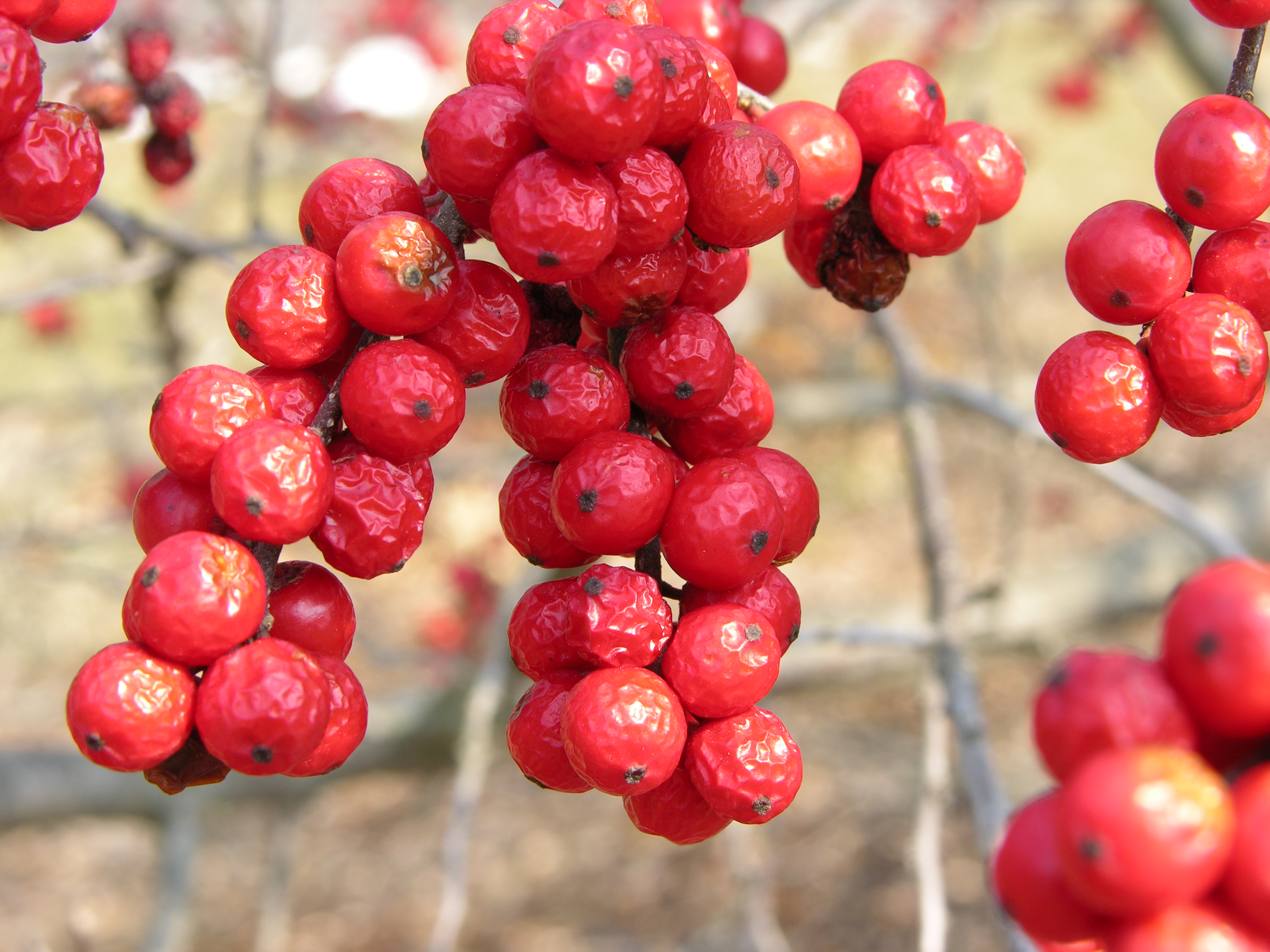
přemrzlé plody
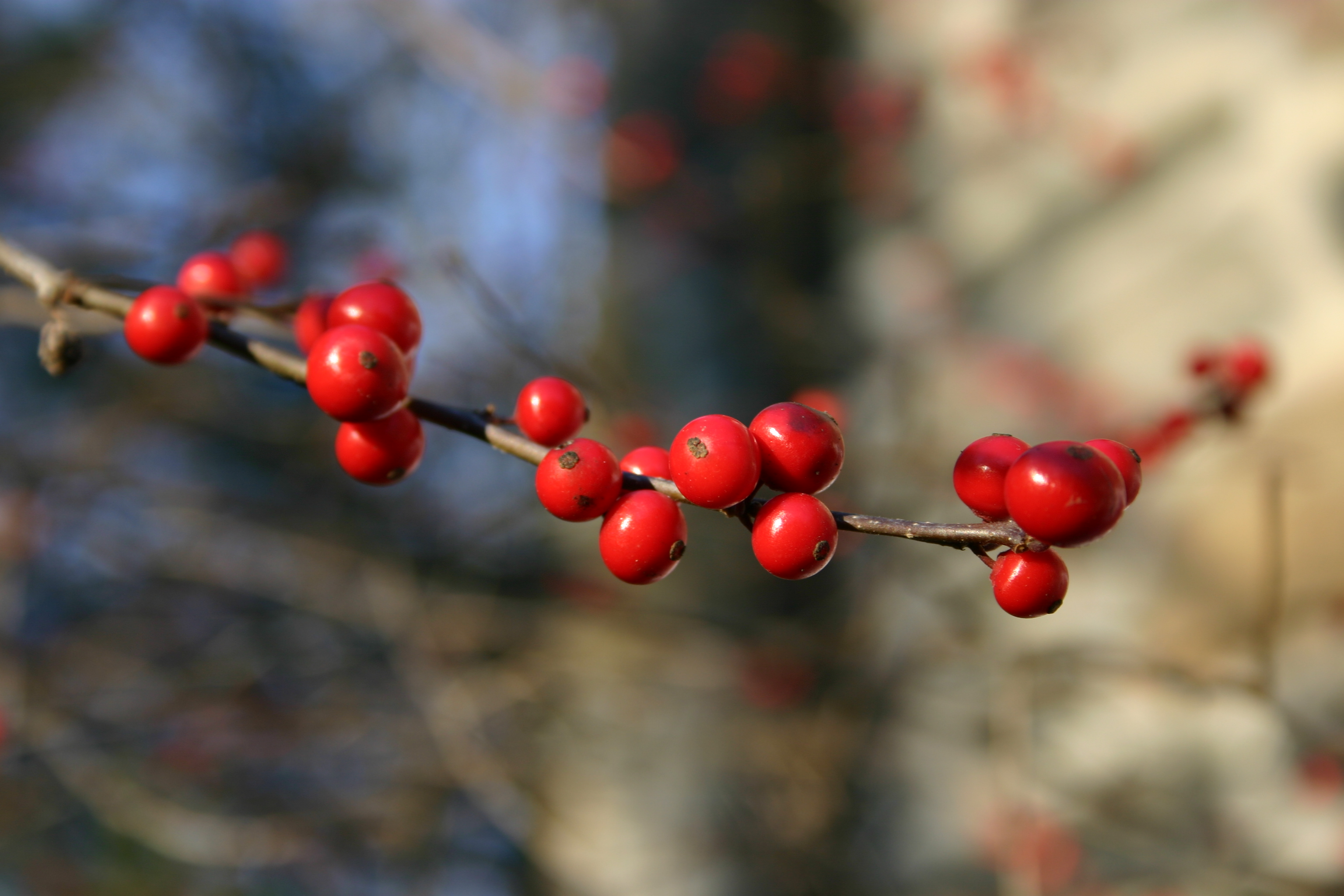
zralé plody
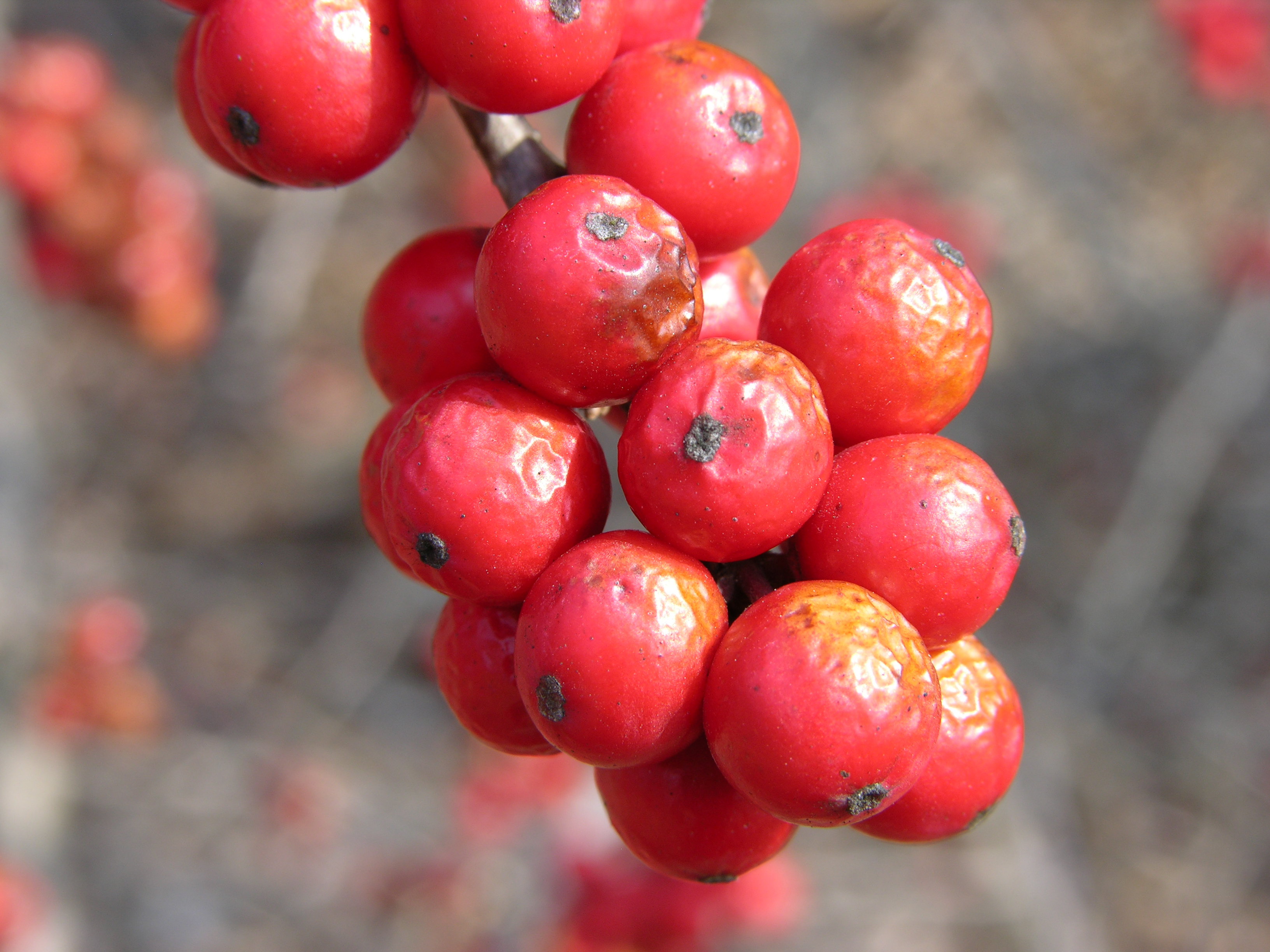
detail plodů

## Využití
Cesmína přeslenitá je celkem zřídka pěstována i v ČR jako okrasná dřevina, nápadná především červenými plody v zimě. Svým vzhledem a především měkkými a u některých forem i velmi světlými listy však cesmínu příliš nepřipomíná. Pěstuje se v řadě kultivarů, některé mají i žluté plody. Dosti bohatý sortiment kultivarů je uváděn ze sbírek Dendrologické zahrady v Průhonicích a Pražské botanické zahrady v Tróji, je pěstována též v botanické zahradě v Rakovníku a v Průhonickém parku.

## Zajímavosti
Pod názvem „bobule nesprávné barvy“ se cesmína vyskytla ve filmu Vesnice (The Village).